# Scalpellum virgatum
Scalpellum virgatum is een rankpootkreeftensoort uit de familie van de Scalpellidae.